# Otjiwarongo
 (décembre 2016).
Si vous disposez d'ouvrages ou d'articles de référence ou si vous connaissez des sites web de qualité traitant du thème abordé ici, merci de compléter l'article en donnant les références utiles à sa vérifiabilité et en les liant à la section « Notes et références ».

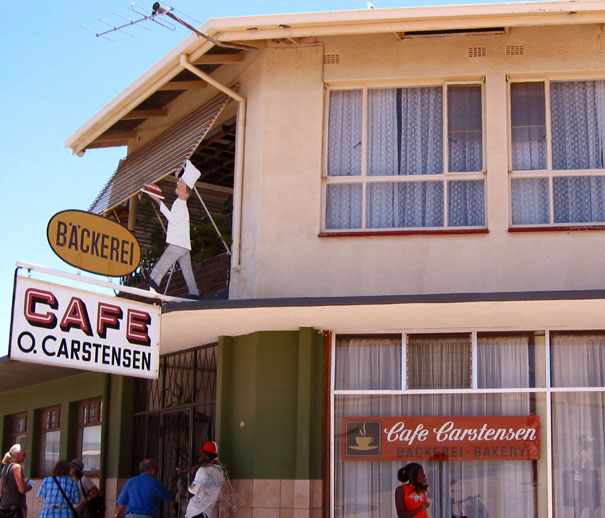
Une boulangerie (Bäckerei).

Otjiwarongo (en langue Otji-Herero signifie « beau lieu ») est une ville agricole de plus de 40 000 habitants du nord de la Namibie, située dans la région d'Otjozondjupa entre Windhoek au sud et le Parc national d'Etosha au nord. Elle est également stratégiquement située sur l'axe routier qui parcourt les régions septentrionales de la Namibie, et sur la voie ferrée du TransNamib.
En 1904, la ville fut le siège de la révolte héréro contre les troupes allemandes.
Otjiwarango est une des villes de Namibie connaissant la plus forte croissance démographique, jouissant d’une qualité de vie appréciable, de présence de nombreux commerces et services. Elle dispose également de nombreuses fermes et réserves naturelles. La ville possède la seule ferme de crocodiles du pays et est proche du plateau de Waterberg.
Otjiwarongo est une des villes de Namibie où la langue allemande est la plus parlée. On retrouve également l’influence allemande dans l’architecture de nombreux bâtiments. L’école « Donatus school Otjiwarango » (DSO) était d’ailleurs précédemment connue comme la « Deutsche Schule Otjiwarango » (« l’école allemande Otjiwarango »).

## Jumelage
| Ensisheim Dundas Heusden Mochudi/Kgatleng |

## Personnalitées liées à la communauté
- Hage Geingob (1941-2024), homme d'État namibien.
- Dirk Mudge (1928-2020), homme politique namibien.